# Climate Case Ireland
Friends of the Irish Environment v Government of Ireland, conhecido como Climate Case Ireland, é um litígio sobre mudança climática na Supremo Tribunal da Irlanda. No caso, o Supremo Tribunal anulou o Plano Nacional de Mitigação do Governo da Irlanda de 2017, alegando que não tinha a especificidade exigida pela Lei Irlandesa de Acção Climática e Desenvolvimento de Baixo Carbono de 2015 (a Lei do Clima de 2015). O Supremo Tribunal ordenou que o governo criasse um novo plano em conformidade com a Lei do Clima de 2015.

## Impacto

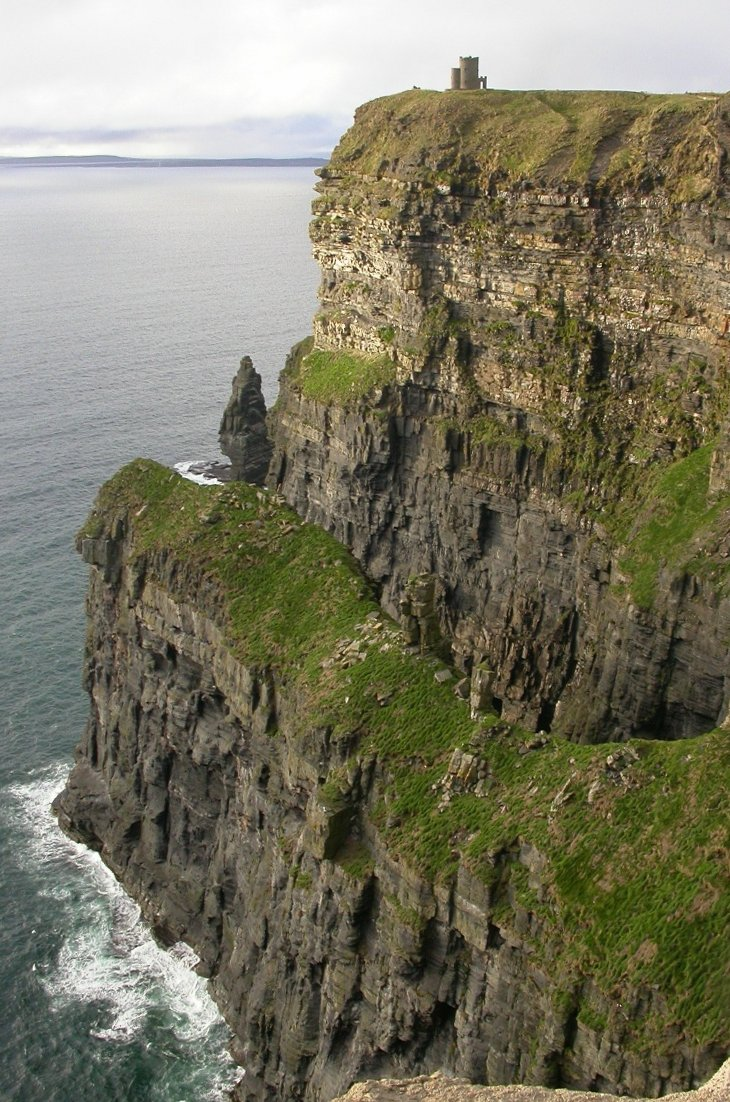
Falésias de Moher, Irlanda.

Climate Case Ireland foi o primeiro caso em que os tribunais irlandeses responsabilizaram o governo pela sua inacção sobre a mudança climática. O caso é um dos três casos climáticos "estratégicos" de destaque, internacionalmente, nos quais o mais alto tribunal nacional concluiu que as políticas governamentais de mitigação do clima não cumprem a lei. Foi o terceiro caso climático globalmente a chegar ao mais alto tribunal nacional. O julgamento veio depois de uma decisão semelhante ter sido declarada pelo Supremo Tribunal da Holanda no caso Urgenda em 2019. Tessa Khan, uma advogada ambiental que trabalhou no caso, comentou que a decisão irlandesa aliviou algumas preocupações de que a decisão holandesa seria pontual. O Relator Especial da ONU sobre direitos humanos e do meio ambiente, David R. Boyd, chamou o caso de "uma decisão histórica", que "estabelece um precedente para tribunais de todo o mundo a seguir".